# Paweł Skrzecz
Paweł Ludwik Skrzecz (Varsavia, 25 agosto 1957) è un ex pugile polacco.

## Palmarès

### Olimpiadi
- 1 medaglia:
  - 1 argento (Mosca 1980 nei pesi mediomassimi)

### Mondiali dilettanti
- 1 medaglia:
  - 1 argento (Monaco di Baviera 1982 nei pesi mediomassimi)